# Nucleus basalis
Der Nucleus basalis (Meynert, Ch4) ist einer der wichtigsten Acetylcholin produzierenden Kerne des Zentralnervensystems.
Er befindet sich im frontalen, basalen Telencephalon in etwa zwischen Amygdala und Globus pallidus. Afferenzen erhält der Nucleus basalis vor allem aus dem limbischen System, Efferenzen sendet der Nucleus basalis zurück in das limbische System sowie die gesamte Großhirnrinde. Er stellt somit ein wichtiges Bindeglied zwischen dem limbischen System und dem Neokortex dar und ist daher maßgeblich an bewusstem Lernen und dem Abrufen von Erinnerungen beteiligt. Der Kern wurde vom Neuroanatomen Theodor Meynert zum ersten Mal beschrieben.
Ausfälle des Nucleus basalis werden mit der Alzheimer-Krankheit in Verbindung gebracht und resultieren aus dem Fehlen des Transmitters Acetylcholin im Telencephalon. Zur Behandlung der Alzheimer-Demenz werden Acetylcholinesterasehemmer verwendet, um die Konzentration von Acetylcholin im synaptischen Spalt zu erhöhen.
Ebenso können anticholinerg wirksame Substanzen wie Atropin oder Diphenhydramin durch Unterdrückung der Aktivität des Nucleus basalis die Efferenzen aus dem limbischen System in den Kortex hemmen und so zu deliranter Symptomatik mit Gedächtnis- und Orientierungsstörungen führen.